# Sam Barrington
Samuel Barrington (Jacksonville, 5 ottobre 1990) è un giocatore di football americano statunitense che gioca nel ruolo di linebacker per i Buffalo Bills della National Football League (NFL). Fu scelto nel corso del settimo giro (232º assoluto) del Draft NFL 2013 dai Green Bay Packers. Al college ha giocato a football alla University of South Florida.

## Carriera professionistica

### Green Bay Packers
Barrington fu scelto nel corso del settimo giro del Draft 2013 dai Green Bay Packers. Debuttò come professionista nella settimana 2 contro i Washington Redskins mettendo a segno un tackle. La sua stagione da rookie si concluse con 2 tackle in 7 presenze, nessuna delle quali come titolare.

## Statistiche
| Partite totali      | 22  |
| Partite da titolare | 8   |
| Tackle              | 56  |
| Sack                | 1,0 |
| Intercetti          | 0   |

Statistiche aggiornate alla stagione 2015